# Otto Meditsch
Otto Meditsch (* 15. Mai 1896 in Ulm; † 28. Februar 1976 in Stuttgart) war ein deutscher Landrat und Ministerialbeamter.

## Leben
Meditsch, Sohn eines Kaufmanns und evangelischer Konfession, studierte von 1915 bis 1921 Rechtswissenschaften in Tübingen und München. Er war Mitglied der Studentenverbindung AV Virtembergia Tübingen. Er legte 1921 die erste und 1923 die zweite höhere Dienstprüfung ab.
1924 trat er in die württembergische Innenverwaltung ein. Er war Landrat in Böblingen von 1935 bis 1938 sowie in Leonberg von 1938 bis 1945. 1945 wurde er auf Anordnung der US-Militärregierung entlassen und war neun Monate interniert.
Ab 1948 war er im Landwirtschaftsministerium tätig und vor 1956 wurde er Ministerialrat und Abteilungsleiter der Kanzleidirektion im Landwirtschaftsministerium.
Er war ab 1933 Mitglied der NSDAP.